# Máltai nemzetközi repülőtér
Málta nemzetközi repülőtere (angolul Malta International Airport, máltaiul Ajruport Internazzjonali ta' Malta, IATA: MLA, ICAO: LMML) a nagy sziget közepén, Ħal Luqa helyi tanács területén van. Brit katonai repülőtérként épült a második világháború előtt, polgári utasforgalmat 1958 óta bonyolít le. Többször bővítették, ma az utas- és teherforgalom mellett a máltai haderő egységeinek is otthont ad, és 1978 óta itt rendezik évente az Air Rally of Malta légibemutatót. A nemzeti légitársaság, az Air Malta hazai repülőtere. Az ACI-EUROPE (Airport Council International – Europe) tagja.

## Története

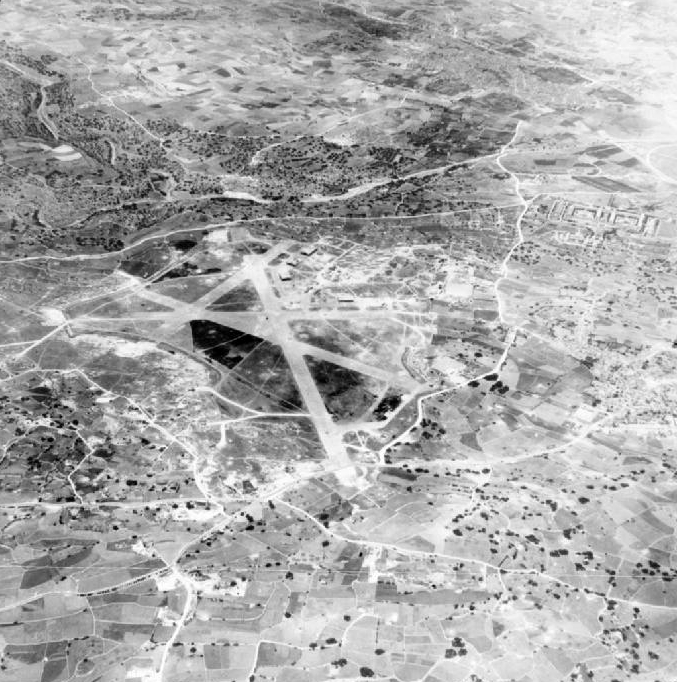
Légifelvétel a repülőtérről 1941-ből

A brit légierő, a RAF 1936-ban határozta el egy repülőtér építését a már meglévő (Ħal Far és Kalafrana) mellett. Helyszínül Luqa községet választották. A község komoly fejlődésnek indult a repülőtér építése alatt (1937-1940). A többi repülőtér háborús sérülései miatt ez lett Málta nemzetközi polgári repülőtere, első utasterminálját 1958-ban adták át a forgalomnak. 1977-ben elkészült az új kifutópálya, merőlegesen a régire. 1992-ben adták át az új épületeket, ezzel a régi repülőtér 35 év után bezárt. Ma itt van az állami Air Malta légitársaság székhelye. A többször meghosszabbított kifutópálya mára a tanács egész területét átszeli. 2010-ben a luqai repülőteret választották az Év repülőterének Európában, és negyedik helyezett lett az 5 millió fő alatti forgalmat lebonyolító repülőterek között világszerte.

## A repülőtér ma
A repülőtér ma két kifutópályával, taxiutakkal és kilenc repülőgép-parkolóval üzemel. Ezek közül a 7-es a máltai hadsereg használatában van, a 9-es az utasterminál előtti 14-18 férőhelyes parkoló. A többi nagyobbrészt használaton kívül van. Az utasterminál előtt 50 000 m²-es közúti parkoló van. Az utasterminálban két külön szinten van az indulási és érkezési csarnok. Az éttermek, üzletek mellett van egy külön VIP-épület államfők számára. A régi utasterminál ma a teherforgalmi központ.
A repülőtér felszereltségéhez tartozik egy MSSR radar (monopulse secondary surveillance radar), ami mindkét kifutó forgalmát figyelemmel kíséri; egy meteorológiai állomás; és egy Doppler-radar a viharok figyeléséhez. A fő kifutópályától északra található a tűzoltóépület. A repülőtér 9-es tűzvédelmi kategóriába tartozik.
Forgalmának felét a nemzeti légitársaság adja, az utazások 23%-át bonyolítják le diszkont légitársaságok. 2010-ben 14 új útvonalat nyitottak különböző légitársaságok, így jelenleg 76 európai, észak-afrikai és közel-keleti repülőtér felé van közvetlen összeköttetése.

## Társaságok és úticélok
| Légitársaság          | Úticélok |
| --------------------- | --- |
| Air Malta             | állandó: Amszterdam, Athén, Bécs–Schwechat, Berlin-Tegel, Brüsszel, Catania, Düsseldorf, Frankfurt, Genf, Hamburg, Isztambul-Kemál Atatürk, London-Gatwick, London-Heathrow, Manchester, Milano-Linate, Moszkva-Seremetyjevó, München, Párizs-Charles de Gaulle, Párizs-Orly, Reggio Calabria, Róma-Fiumicino, Szófia, Stuttgart, Tel-Aviv, Tripoli, Zürich időszakos: Antalya, Bologna, Bournemouth, Bristol, Budapest, Bukarest-Henri Coandă, Cardiff, Damaszkusz, Dubai, Dubrovnik, Exeter, Girona, Innsbruck, Korfu, Lárnaka, Lipcse-Halle, Ljubljana, Lourdes, Lyon-Saint Exupéry, Marseille–Provençe, Moszkva-Domogyedovo, Nápoly, Newcastle upon Tyne, Norwich, Pozsony, Prága–Ruzyně, Szentpétervár, Toulouse-Blagnac, Tunisz |
| EasyJet               | Belfast, Liverpool, London-Gatwick, Manchester, Milano-Malpensa, Newcastle upon Tyne, Róma-Fiumicino |
| EgyptAir              | Kairó |
| Emirates              | Dubai, Lárnaka |
| Europe Airpost        | szezonális: Párizs-Charles de Gaulle |
| Finnair               | Helsinki |
| Iberia                | szezonális: Madrid |
| ITA Airways           | szezonális: Róma-Fiumicino |
| Jettime               | Billund, Koppenhága |
| Lybian Airlines       | Tripoli |
| Lufthansa             | Catania, Düsseldorf, Frankfurt, München |
| Luxair                | időszakos: Luxembourg |
| Norwegian Air Shuttle | Koppenhága, Oslo-Gardermoen |
| Ryanair               | állandó: Bari-Palese, Birmingham, Bologna, Bristol, Dublin, Edinburgh, Eindhoven, Girona, Glasgow-Prestwick, Leeds-Bradford, London-Luton, Madrid, Marseille, Pisa, Sevilla, Stockholm-Skavsta, Trapani, Treviso, Valencia időszakos: Billund, Krakkó-II. János Pál repülőtér |
| Scandinavian Airlines | időszakos: Stockholm-Arlanda |
| Sevenair              | Monasztir, Tunisz |
| Smartwings            | időszakos: Prága |
| Thomas Cook Airlines  | állandó: Manchester időszakos: East Midlands, Glasgow-International, London-Gatwick |
| Thomson Airways       | állandó: London-Gatwick, Manchester időszakos: Birmingham |
| Transavia             | időszakos: Amszterdam |
| Travel Service        | Budapest |
| Universal Air         | Pécs |
| Vueling Airlines      | időszakos: Barcelona, Madrid |

## Statisztikák

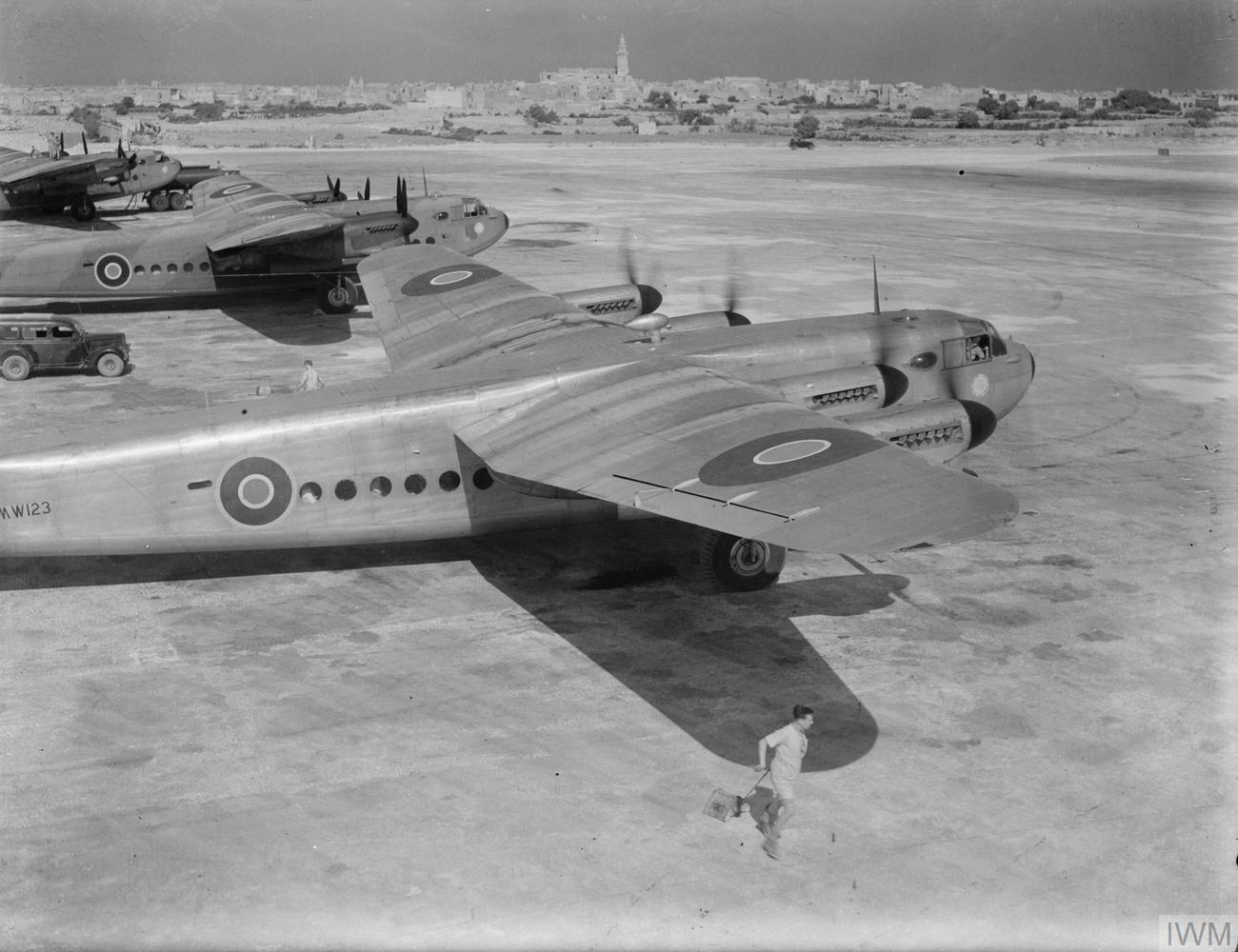
Avro York Mark I gépek Luqa repülőterén 1945-ben

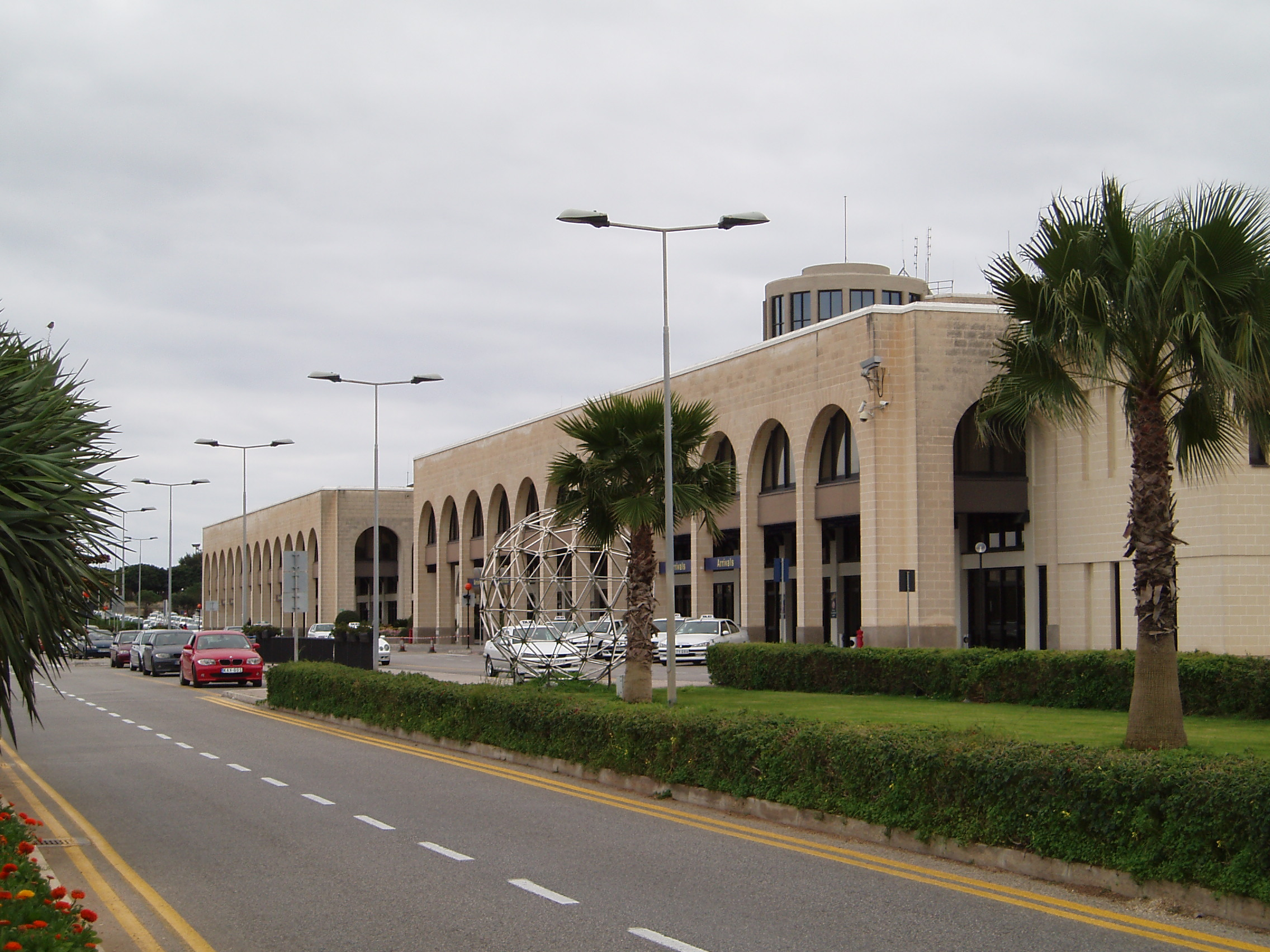
A főépület utcai frontja

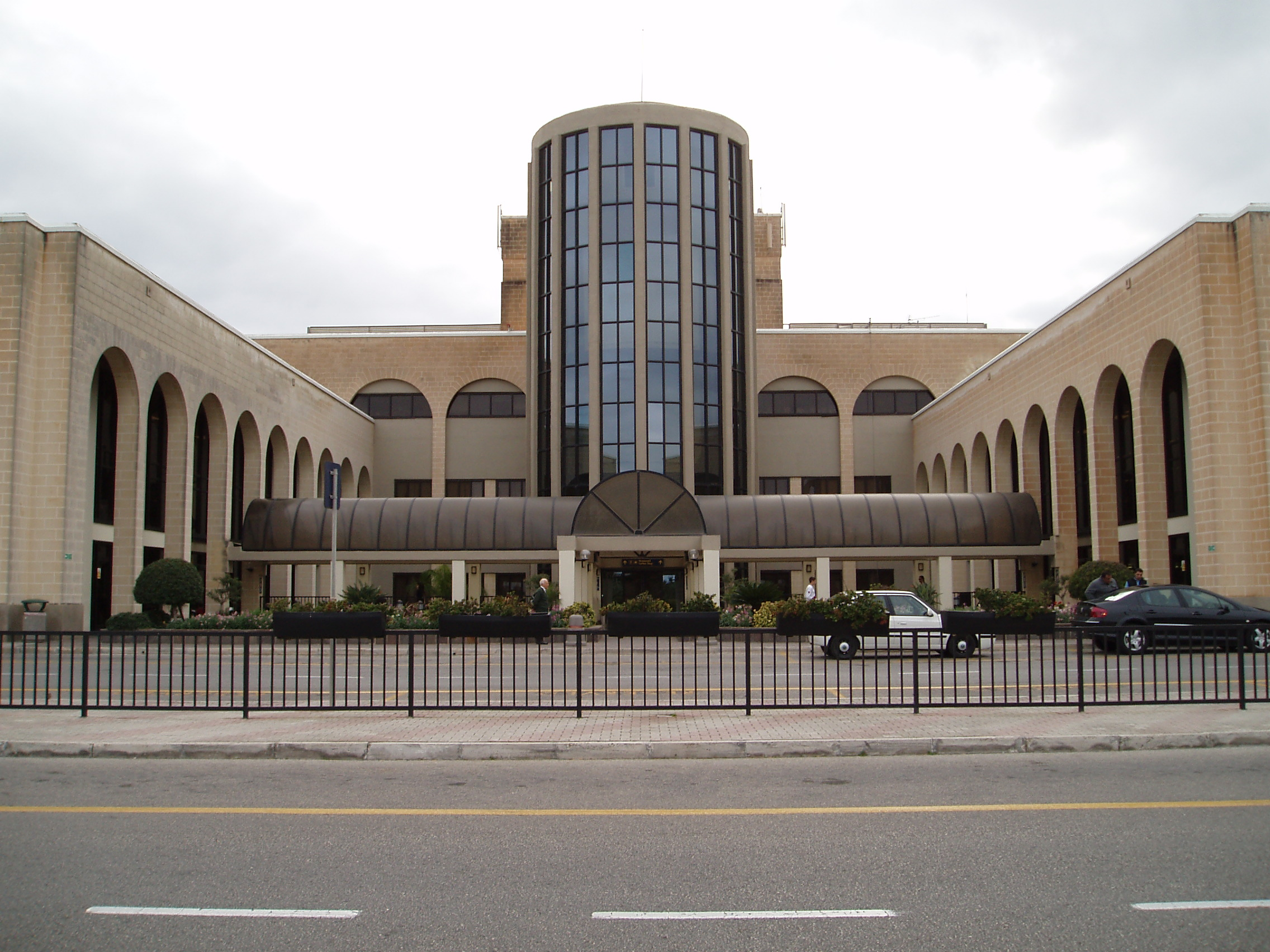

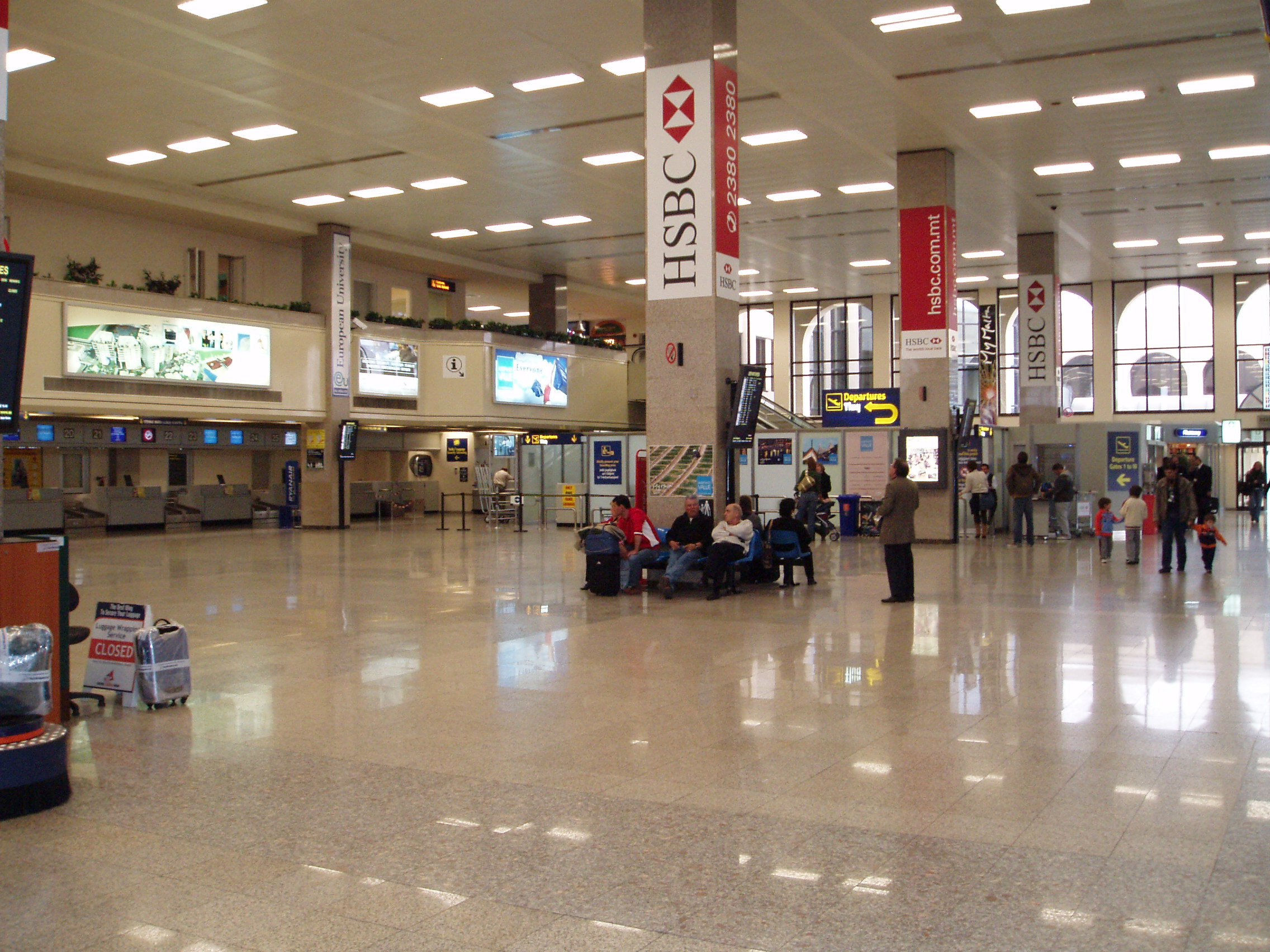
Az indulási csarnok és a check-in pultok

| Sorszám | Repülőtér                         | Utasszám | Változás %-ban (2009 óta) |
| ------- | --------------------------------- | -------- | ------------------------- |
| 1       | London Gatwick                    | 288,534  | 6.36                      |
| 2       | Leonardo da Vinci-Fiumicino, Róma | 231,432  | 37.95                     |
| 3       | London Heathrow                   | 197,182  | 1.51                      |
| 4       | Manchester                        | 182,097  | 4.49                      |
| 5       | Frankfurt am Main                 | 181,459  | 3.08                      |
| 6       | München                           | 108,039  | 9.78                      |
| 7       | London Luton                      | 98,307   | 6.99                      |
| 8       | Milánó-Malpensa                   | 81,801   | 54.65                     |
| 9       | Catania-Fontanarossa              | 74,840   | 8.68                      |
| 10      | Brüsszel                          | 73,249   | 4.32                      |

| Sorszám | Légitársaság         | Járatok száma | Változás %-ban (2009 óta) |
| ------- | -------------------- | ------------- | ------------------------- |
| 1       | Air Malta            | 15,939        | 0.24                      |
| 2       | Ryanair              | 4,815         | 55.02                     |
| 3       | EasyJet              | 2,326         | 79.48                     |
| 4       | Lufthansa            | 747           | 1.19                      |
| 5       | Emirates             | 736           | 0.27                      |
| 6       | Alitalia             | 728           | 0.27                      |
| 7       | Libyan Airlines      | 475           | 52.73                     |
| 8       | Vueling Airlines     | 336           | 13.51                     |
| 9       | Thomas Cook Airlines | 320           | 2.44                      |
| 10      | EgyptAir             | 292           | 39.05                     |

| Sorszám  | Légitársaság        | Utasszám 2010 | Utasszám 2009 | Változás | Változás %-ban |
| -------- | ------------------- | ------------- | ------------- | -------- | -------------- |
| 1        | Air Malta           | 1,681,197     | 1,638,641     | 42,556   | 2,6%           |
| 2        | Ryanair             | 675,637       | 444.527       | 231,110  | 52%            |
| 3        | EasyJet             | 303,000       | 182,821       | 120,179  | 66%            |
| 4        | Lufthansa           | 111,125       | 113,320       | -2,195   | 2%             |
| 5        | Emirates            | 95,660        | 110,161       | -14,501  | 13%            |
| 6        | Egyéb               | 190,107       | 225,803       | -35,696  | 16%            |
| Összesen | Minden légitársaság | 3,293,527     | 2,918,664     | 374,863  | 12,8%          |

## Szolgáltatások

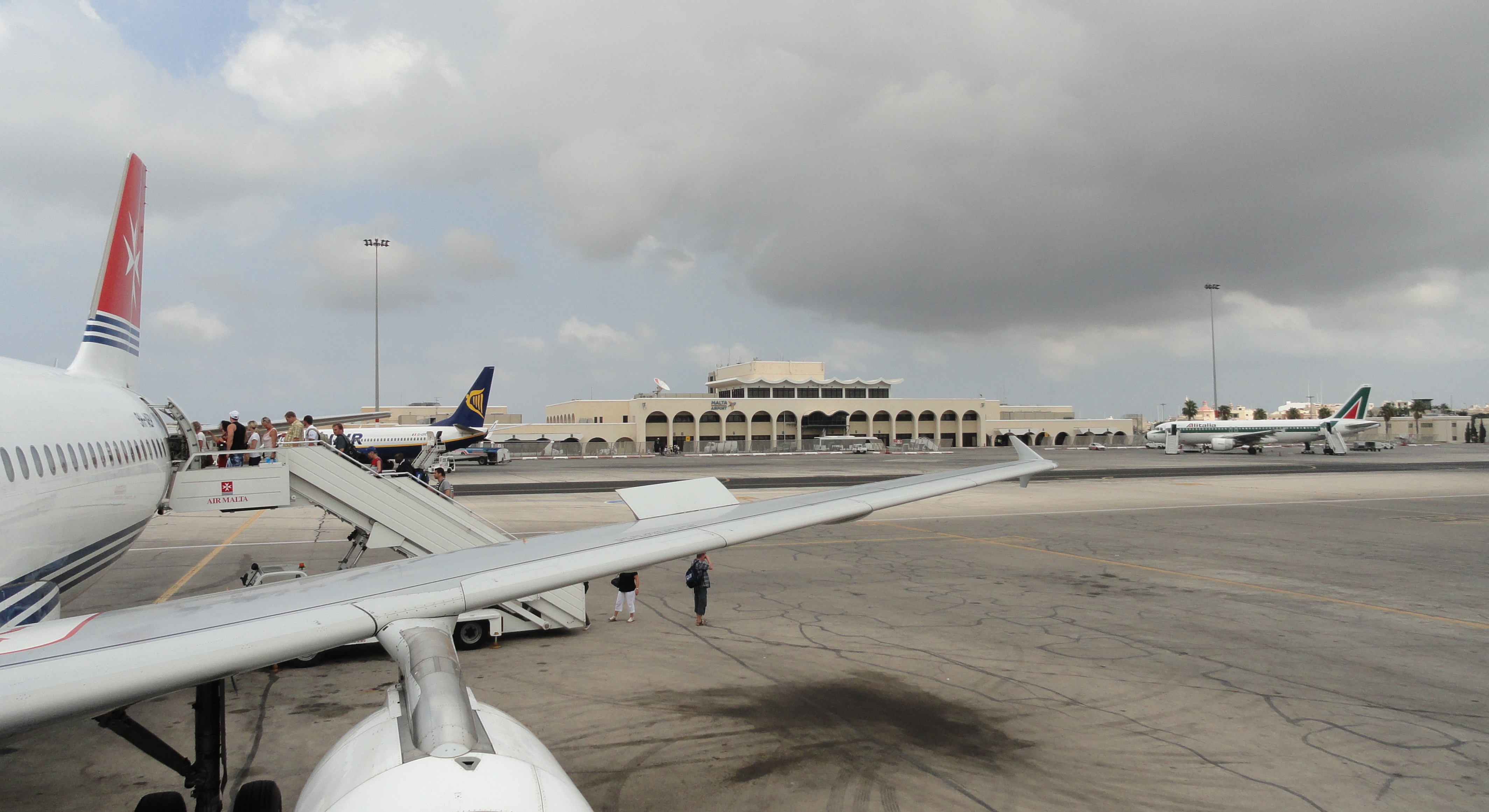
A repülőtér épülete a kifutóról

### Malta Airport MetOffice
A Malta Airport MetOffice (Máltai repülőtéri meteorológiai szolgálat) a Máltai nemzetközi repülőtér része, egyben az országos meteorológiai szolgáltatásért is felelős Máltán. Bár elsősorban a légi közlekedést szolgálják, a nyilvános szektor részére is szolgáltatnak.
A MetOffice a következő szolgáltatásokat nyújtja:
- Ötnapos időjárás-előrejelzés, többek között legmagasabb és legalacsonyabb hőmérséklet, várható időjárás, aktuális hőmérséklet, szélirány és sebesség.
- Részletes napi előrejelzés, 6-8 óránként frissítve
- Részletes időjárási megfigyelések napi szinten
- Háromnapos tengerészeti előrejelzés
- UV-index és hőségriadó-jelentés
- Grafikus szélirány, -sebesség és hőmérsékleti térkép a Földközi-tenger körzetére
- Izobár-térkép és műholdképek az aktuális időjárásról

A felszerelést Doppler radar, automatikus mérőállomások alkotják, utóbbiakból nyolc található Malta és Gozo szigetein. Emellett egy repülőtéri időjárásmegfigyelő rendszer is található a repülőtéren, amely megfelel a Meteorológiai Világszervezet (World Meteorological Organization) és a Nemzetközi Polgári Repülési Szervezet (International Civil Aviation Organization) előírásainak. Az automatikus állomások megfelelnek az ISO 9001:2008 előírásnak.
A MetOffice információkat kap a madridi Agencia Estatal de Meteorología szervezettől és a brit meteorológiai szolgálattól, többek között a readingi European Centre for Medium-Range Weather Forecasts numerikus időjárási modelljeit.

### Autókölcsönzés, taxi és parkolás

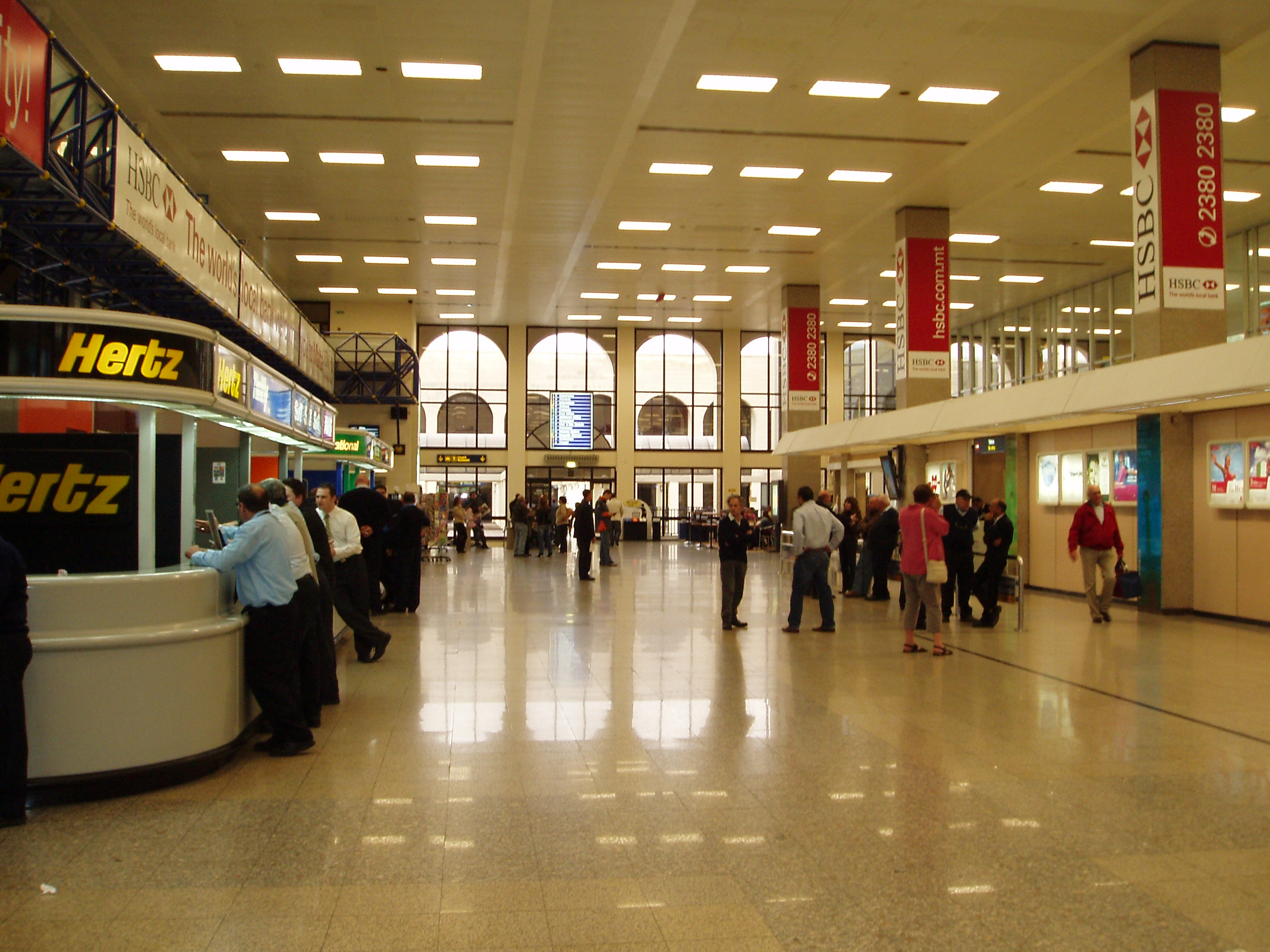
Érkezési csarnok

Az érkezési csarnokban több autókölcsönző is képviseli magát (Active Car Rental, Avis, Budget, Europcar, Hertz, Dollar Thrifty, Sixt és First Active Car Rental).
Taxik bármikor elérhetők. Rögzített árak vannak, előreváltott jegyek kaphatók a repülőtér csarnokában lévő pultnál. Más esetben tanácsos még utazás előtt taxit foglalni valamelyik megbízható társaságnál (Active cabs, Swansea cabs vagy Malta car bookers).
A repülőtér parkolója jelentősen bővült a 2009-es átalakítás során.

### Vásárlás és étkezés
A repülőtér épületében számos üzlet található, például újságárus, virágbolt és vámmentes üzlet is. Emellett éttermek és italárusító helyek is találhatók, egy részük az épület nyilvános részében, más részük az indulási váróban.

### Felszereltség
Automatikus pénzváltó és pénzfelvevő automaták állnak rendelkezésre a váróban és az érkezési folyosón. Éjjel-nappal nyitvatartó pénzváltó van az érkezési csarnokban is. Ezen kívül posta és telekommunikációs központ is található a terminálban. A repülőtér egész területén kábel nélküli internetszolgáltatás van. Szintén folyamatosan lehetőség van elveszett bőröndök bejelentésére és a csomagok biztonságos fóliázására.
A repülőtér akadálymentesített, a mozgáskorlátozottak gond nélkül eljuthatnak a repülőgépig illetve vissza, van számukra mosdó és telefon is. Lehetőség van parkolóhely foglalására is. Az utasszolgálatnál kerekesszék igényelhető.
A La Valette Club jóvoltából a VIP vendégek számára rendelkezésre áll a La Valette Lounge (indulás és érkezés). Itt szintén ingyenesen érhető el az internet kábelen és kábel nélkül is.
A repülőtér teljesen felszerelt konferenciatermekkel rendelkezik.

### Szolgáltatások minősége
Az üzemeltető befektetései nem csak a terminál csinosítására irányultak, hanem a személyzet képzésére is, hogy a szolgáltatások minősége növekedjék. E törekvéseket két nemzetközi elismeréssel jutalmazták:
- A kategóriája (1-5 millió utas) legjobb repülőterének járó ACI Europe Awards, és
- a kategóriákon felüli Best Airport in Europe az ACI Airport Service Quality (ASQ Survey) alapján.[14]

## Skyparks Business Centrer
A nemzetközi repülőtér területén található Skyparks 9 emeletes, 3100 nm² alapterületű irodaépülete energiatakarékos kivitelezésével az országban elsőként pályázott a BREEAM (BRE Environmental Assessment Method) igazolásra, hogy az első A fokozatú épület lehessen Máltán. Az épület különböző cégek otthona lesz, mint éttermek, élelmiszerboltok, bank, írószerbolt és dohánybolt. Ezen kívül egy fitness- és wellness-center, egy gyermekmegőrző és egy 160 helyes parkoló is lesz.

## Megközelítés
A repülőtér közúton gyorsan megközelíthető a sziget nagy részéről, parkolóhelyek is bőségesen állnak rendelkezésre. A repülőtéren számos autókölcsönző is megtalálható. A főváros, Valletta mindössze 5-10 percre van autóval.
Autóbuszjáratok (2018. decemberi adatok):
- 71 (Valletta-Żurrieq)
- 72 (Valletta-Qrendi)
- 73 (Valletta-Żurrieq)
- 117 (Mater Dei kórház-Repülőtér-Mqabba/Qrendi)
- 119 (Marsaskala-Marsaxlokk-Birżebbuġa-Repülőtér)
- 135 (Mater Dei kórház-Repülőtér-Marsaskala)
- 201 (Rabat-Repülőtér)
- N10 (éjszakai körjárat, San Ġiljan-Repülőtér/Marsaskala/Żurrieq)
- X1 (expressz, Repülőtér-Ċirkewwa)
- X2 (expressz, Repülőtér-San Ġiljan)
- X3 (expressz, Repülőtér-Rabat-Buġibba)
- X4 (expressz, Valletta-Repülőtér-Birżebbuġa)
- TD2 (expressz, San Ġiljan-Repülőtér)

## Balesetek és incidensek
- 1960. január 5.: A British European Airways Vickers 701 Viscount típusú gépe 102 utassal leszállás után a kifutópályán gurult, amikor a hidraulikus nyomás csökkenése miatt irányíthatatlanná vált, és a kifutópályáról letérve az irányítótoronynak ütközött. Komolyabban senki sem sérült meg, de a repülőgép tönkrement.[18]
- 1973. november 25.: A KLM légitársaság 861-e járata, egy Boeing 747 247 utassal Amszterdamból tartott Tokióba, amikor három arab fiatal eltérítette. Dom Mintoff miniszterelnök személyesen tárgyalt a túszejtőkkel, mire szinte az összes utast és nyolc légikísérőt szabadon engedtek. Néhány emberrel a gép folytatta az útját, az akció Dubajban véráldozat nélkül lezárult.[19]
- 1985. november 24.: Az EgyptAir 648-as járata (Boeing 737) Athénból Líbiába tartott, amikor gépeltérítők Máltán leszállásra kényszerítették. 5 túsz kivégzése után az egyiptomi terroristaellenes egységek megrohanták a gépet, erre az eltérítők az utasokkal teli zárt gépben kézigránátokat robbantottak. Az akció több mint hatvan utas, néhány biztonsági őr, a személyzet néhány tagja és az eltérítők életébe került.[20]
- 1988. december 21.: A skóciai Lockerbie fölött Abdelbaset al-Megrahit líbiai hírszerző felrobbantotta a Pan Am 103-as, London-New York járatát (Boeing 747-121). A periratok szerint Máltán csempészték a robbanóanyagot az Air Malta KM 180 (Málta-Frankfurt) járatára, amely a frankfurti ellenőrzés ellenére átjutott a PanAm 103A (Frankfurt-London), majd a transzatlanti járatra is.
- 1997. június 9.: Az Air Malta KM 830-as járatát (a Zurrieq nevű Boeing 737) egy bombával fenyegetőző férfi Isztambul helyett Kölnbe téríti. A tárgyalás alatt II. János Pál pápa merénylőjének, Mehmet Ali Ağcának a szabadon engedését követelte. Végül a merénylő megadta magát, senkinek nem esett bántódása.[21]
- 2011. február 21-én két líbiai pilóta – állításuk szerint mindketten ezredesek – dezertált és landolt Máltán egy-egy Mirage F1 vadászgéppel, miután megtagadták a parancsot, hogy civil tüntetőkre lőjenek.[22]

## Fordítás
- Ez a szócikk részben vagy egészben a Malta International Airport című angol Wikipédia-szócikk ezen változatának fordításán alapul.  Az eredeti cikk szerkesztőit annak laptörténete sorolja fel. Ez a jelzés csupán a megfogalmazás eredetét és a szerzői jogokat jelzi, nem szolgál a cikkben szereplő információk forrásmegjelöléseként.